# 李國英 (四川總督)
李國英（1608年2月27日—1666年10月6日），字培之，漢軍正紅旗人，原籍山西大同，后籍遼東。清朝初期官员、将领。

## 生平
仕明隸左良玉部下，官至總兵。
順治二年，與左良玉子左夢庚降清。三年，從肅親王豪格下四川，討張獻忠，授成都總兵。五年，擢四川巡撫。九年，大破孫可望、劉文秀，授世職二等阿達哈哈番。十一年，加兵部尚書。十三年，加太子太保。十四年，擢川陝總督。十八年，川、陝各設總督，專轄四川。其後在四川平定郝搖旗、李来亨、劉二虎、袁宗第等人。晋太子少保。
康熙元年，明石泉王奉鋡攻敘州，國英討平之。康熙五年，卒，諡勤襄。《清史稿：列傳二十七》、《大同府志：人物》有传。

## 後事
康熙七年，追敘功，授世職一等阿思哈尼哈番。

## 家庭
- 子三：李斌、李斕、李雯
  - 孫：李永陞[3]